# Municipio de Pochuta
Municipio de Pochuta är en kommun i Guatemala.   Den ligger i departementet Departamento de Chimaltenango, i den sydvästra delen av landet, 60 km väster om huvudstaden Guatemala City.